# Caso Martin Guerre
O caso de Martin Guerre é um caso de roubo de identidade, julgado em Toulouse em 1560, que tem atraído grande interesse.
Em 1561, Jean de Coras, um dos magistrados, publicou a história do caso. O livro é constantemente reproduzido, está na origem do trabalho da historiadora Natalie Zemon Davis.
Alexandre Dumas refere-se, no romance histórico, Os Dois Diane (1846), e Daniel Videira, no filme O retorno de Martin Guerre, seguido por uma versão americana.
O caso em si detém se em poucas linhas : Martin Guerre, um camponês de Artigat , no condado de Foix, que havia deixado a sua aldeia e a sua família, apresentou uma queixa contra Arnaud du Tilh , que teria usurpado de sua identidade, por oito anos, enganando até mesmo sua esposa, Bertrande de Rois. No final de um longo e complexo processo judicial, Arnaud du Tilh foi condenado. Ele foi enforcado ou, segundo outras fontes, enforcado e queimado.

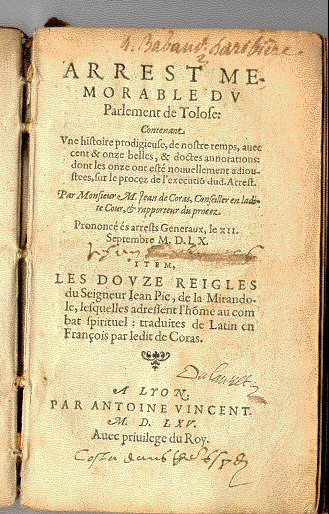
Título da Página de Prisão Memorável, conta o ensaio escrito por Jean de Coras, edição de 1565